# Berberodes serraria
Berberodes serraria là một loài bướm đêm trong họ Geometridae.